# Бирманцы

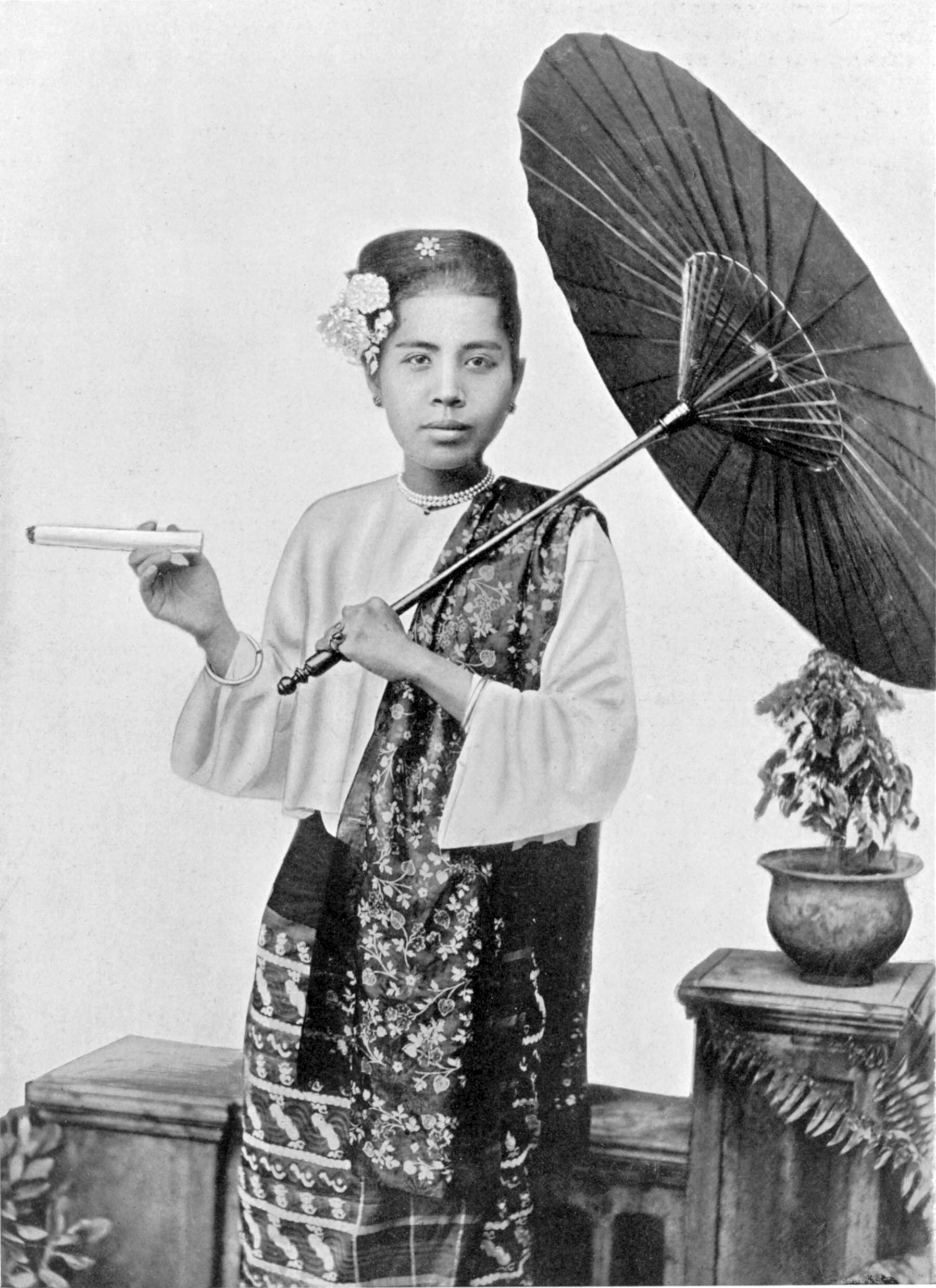
Бирманская дама. 1920-е годы

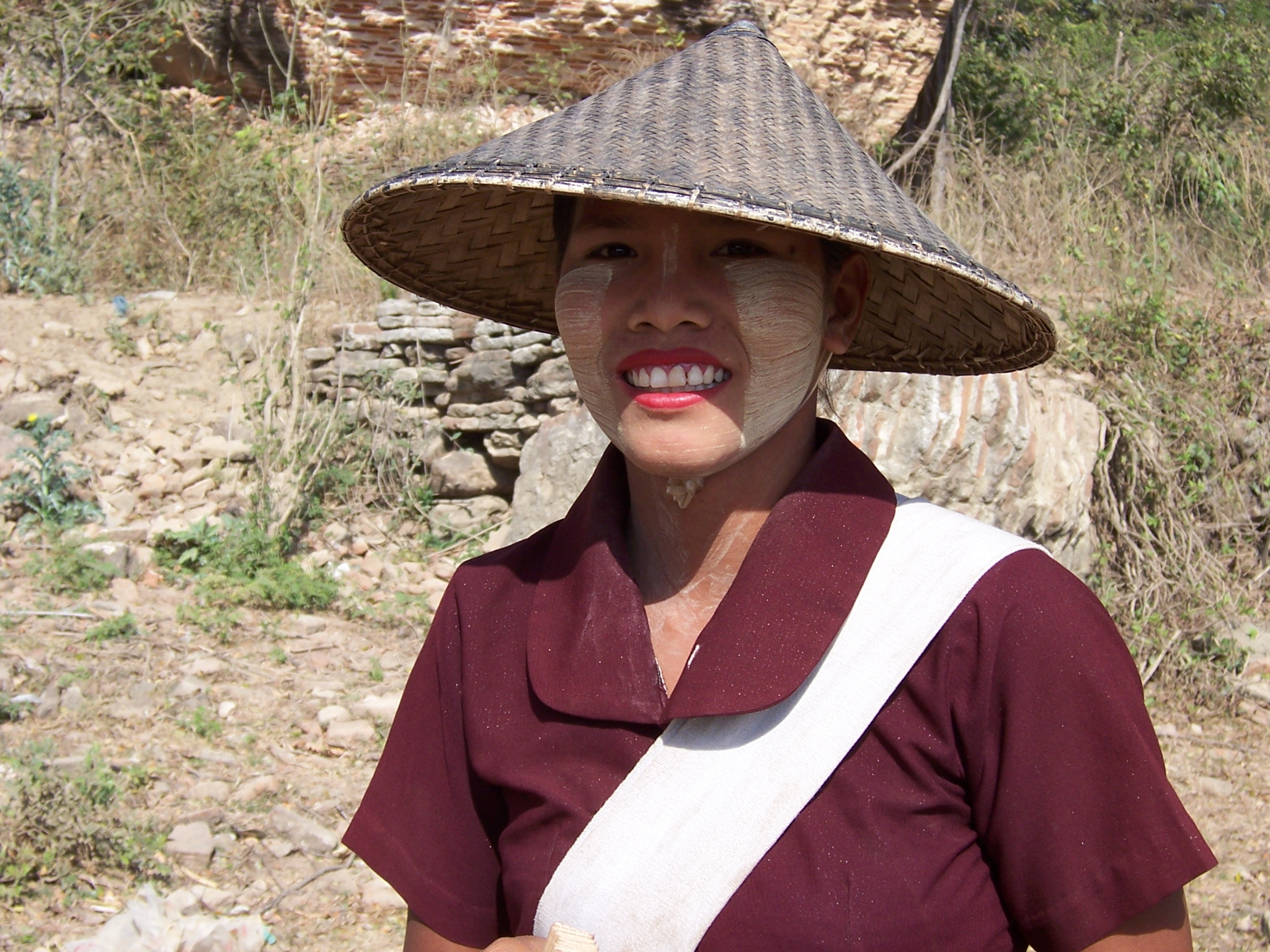
Бирманка в традиционном головном уборе.

Бирманцы или мья́нма, бама (бирм. ဗမာ, бама́; бирм. ဗမာလူမျိုး; бама лумьоу [bəmà lùmjó]) — народ, основное население Мьянмы, бывшего Бирманского союза. Численность — более 30 млн чел. (1987). Живут также в соседних странах. Язык — бирманский (мьянманский) — тибето-бирманской языковой группы сино-тибетской языковой семьи.
Доминирующая религия — буддизм.

## Происхождение
Предки современного народа мьянма, тибето-бирманские народы, переселились из Восточного Тибета в Индокитай в 1 тысячелетии. Жившие здесь ранее мон-кхмерские народы были ассимилированы или вытеснены ими. Первыми мигрантами был народ тете (сок), который частично вошёл в состав араканцев, частично стал предками чинов. К IV веку в долине реки Иравади появился народ пью (пяо), который основал своё государство Шрикшетра. В V веке у языка пью уже была письменность на основе письма пали.
В IX веке на среднем Иравади появляется этническая группа мранма, которая становится ядром современного народа мьянма (бирманцев). Они постепенно ассимилируют остальные этнические группы, консолидируются с остатками пью, и создают в XI веке государство Паган. Их происхождение связывают с народом цянь, скотоводами Тибета и Сычуани.
Мьянма (или Бирма) — древнейшая страна Юго-Восточной Азии, на территории которой существовали древние государства, Шрикшетра, Паган, Аракан, Пегу и другие. Индийцы и кхмеры называли Бирму Раманнадесой, а самих бирманцев — рман. Бирма — искаженное англичанами самоназвание бирманцев, мьянма или мранма. Также более правильным является название бывшей столицы — Янгон, а не Рангун.
Встречались и такие формы произношения, как народ «мям», «мянь», страна «Мямма», «Баама», «Мраньма», «Браньма».
В XIX веке Великобритания захватила и колонизировала Мьянму. Борьба бирманцев против англичан
вылилась в народное восстание в 1930—1932 годах. В 1942 году страна была оккупирована Японией, а в 1945 году японцы были изгнаны из страны. С 4 января 1948 года Бирма — независимая республика.

## Этнические группы
- Интха («озерные жители»);
- мергуйцы и тавойцы, имеют общую черту, они сохранили средневековый архаичный бирманский язык;
- Каммон мямма лэйя, смешались с шанами и ва-палаунами;
- араканцы (самоназвание — рокай, йокай), самая старшая ветвь бирманцев.

## Быт и хозяйство

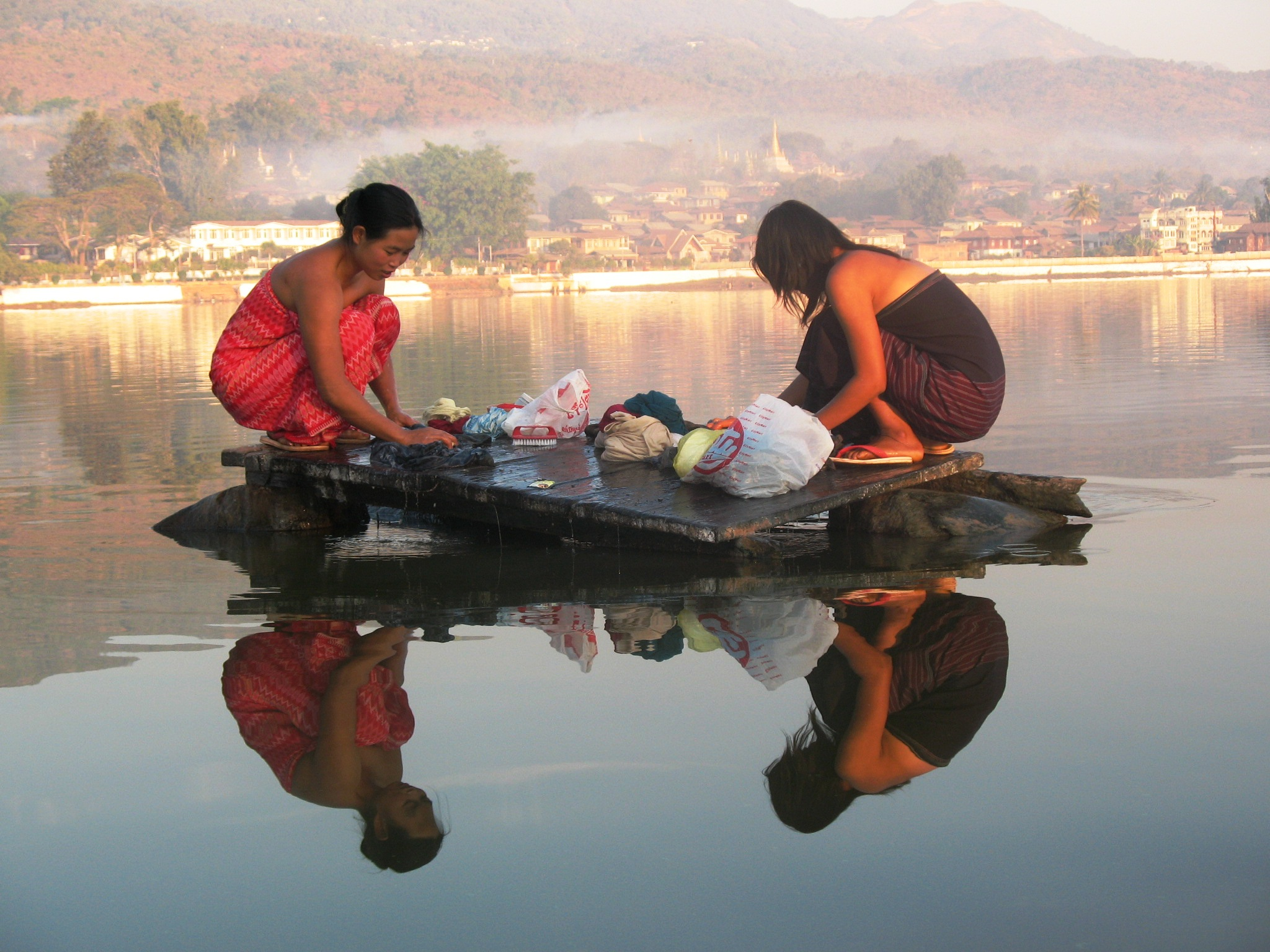
Жители Бирмы за работой.

По культуре Мьянма похожа на другие страны Юго-Восточной Азии. Это аграрная страна, основу экономики составляет производство риса. Экспорт риса приносит основной доход, за счёт него страна получает всё остальное. Другая важная отрасль хозяйства — заготовка ценных пород деревьев, — Мьянма богата тропическими лесами, где произрастает, например, сандал, палисандр, тик. Повсюду встречается бамбук, широко используемый в хозяйстве. Кроме риса выращивают также пшеницу, кукурузу, овощи, табак, батат.
Основные сельскохозяйственные орудия: плуг (го), борона (тандон), серп и палки. Как тягу для плуга использовали буйволов и быков.
Национальный костюм бирманцев мало чем отличается от одежды тайцев или лао. Мужчины носят куртки с застёжками (тайпоун эйнджи) и несшитые юбки (лонджи), которые завязываются спереди узлом. Головной убор — повязка с узлом на боку или красная шапочка на каркасе. У женщин куртка застегивается на правом боку и заправляется в юбку (тамейн). Обувь — сандалии, часто не носят никакой обуви вообще. Прежде была распространена татуировка. Сейчас это уходящий обычай, но раньше татуировка показывала социальный статус. Для простого народа использовалась только синяя краска, аристократы же носили татуировку двух цветов, синюю и красную. Носили плащи с застежкой на одном плече. Праздничная одежда — та же, но более ярких цветов и из более дорогих материалов. У мужчин платок заменяется шапочкой (гаунбаун).
Дома строятся на сваях, без стен (традиционное жилище), крыша из листьев или соломы. В доме — 2 или 3 комнаты, мебель почти отсутствует. Постельные принадлежности, циновки, подушки и одеяла, складывают в угол. Под полом устраивались помещения для скота или же мастерские. Но могли держать скот и под навесом во дворе, там же были амбары и сараи.
Пища, как и в других странах Юго-Восточной Азии, чаще всего, растительная. Основу составляет рис, употребляют овощи и рыбу, острые приправы. Молоко не пьют. Мясо — праздничный продукт. Обед бирманцев одинаков почти у всех слоев населения, кроме самых бедных. Обычно употребляется варёный рис, суп (хкинджио), вареные овощи (тосая), блюда из рыбы или мяса (хин), рыбные пасты (нгапи), обязательны острые соусы, чаще — карри, на десерт идут фрукты. Завтрак проще. Масло — растительное, напитки — соки или вода.
Развиты ремесла. Издавна известно гончарство, плетение из бамбука и ротанга, например циновок(хпья). Из бамбука делается утварь, черпаки, трубы, сосуды, музыкальные инструменты, орудия труда. Применяются и другие породы дерева, чаще тик. Искусство резьбы по дереву и бамбуку исчезает. Даже в храмах сейчас используют ажурные накладки из листового железа. Металлургия ( плавка металлов, ковка и кустарный прокат ) существовали с древности. Ткачество — в прошлом каждая семья имела свои ткацкие станки. Славятся лаковые изделия.

## Транспорт

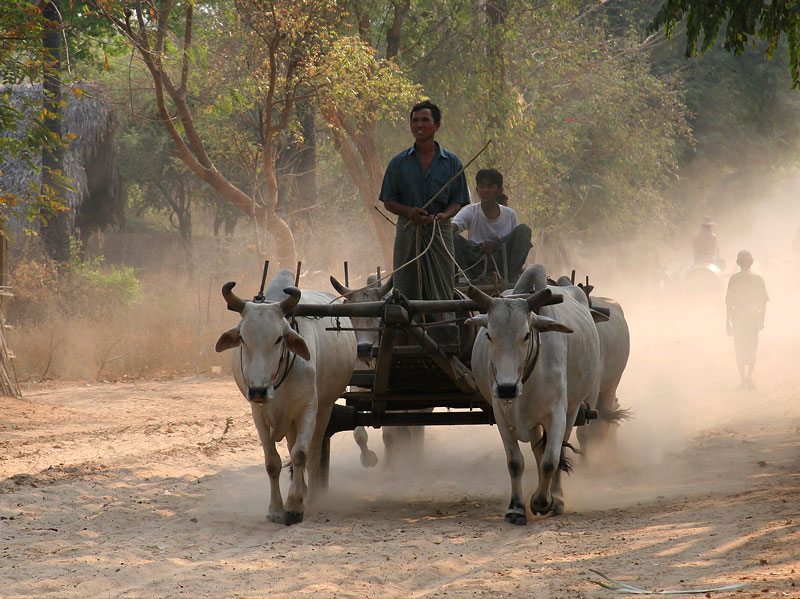
Жители Бирмы.

Издавна наиболее развиты были водные пути. Самым ранним средством передвижения был плот, используется до сих пор. Затем появились лодки-однодеревки. Используются лодки типа шлюпки (сходны с малайским прау), лорчи — крупные боты для дальних перевозок, имеющие от 1 до 3 мачт. Как и у малайцев суда ярко раскрашены.
Сейчас большое значение приобрели перевозки по шоссейным дорогам и авиаперевозки.

## Общественные отношения
Семья моногамная. Брак патрилокальный, наследование патрилинейное. Положение женщины относительно свободное. Иногда благосостояние семьи зависит от доходности женских занятий, огородничества, ткачества, мелкой торговли.

## Культура

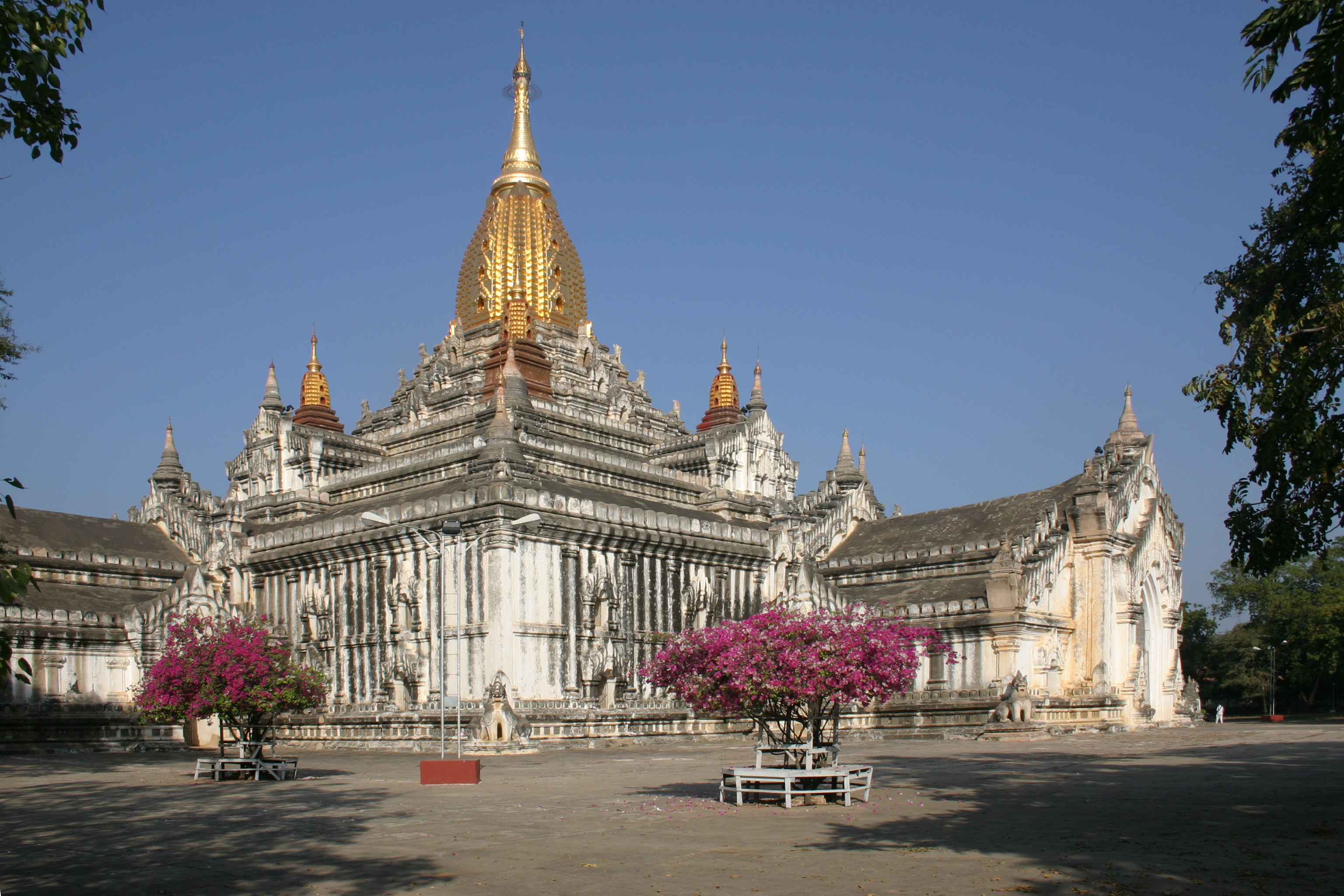
Храм Ананды в Пагане (Ананда (храм)).

На жизнь бирманцев большое влияние оказывает буддизм. Каждый ребёнок обязательно должен хотя бы неделю провести в монастыре, а некоторые остаются там на всю жизнь. Монахи бреются наголо и носят жёлто-оранжевые накидки. Они не должны работать, а живут только подаянием. В Янгоне и других крупных городах очень много пагод. Пагоды напоминают ступы с остроконечными верхушками. Наиболее известны пагоды в древних городах Пагане и Проме (Пьи). Знаменитый храм Ананды в Пагане построен в XI веке. В нём стоят четыре 10-метровых изображения Будды, одно — бронзовое, остальные — из ценных пород деревьев. Самая большая пагода — Шведагон в Янгоне, высота — 170 м, перестраивалась в 1768 г. Достопримечательность — колокол Маха ганда, уступающий по размерам только московскому Царь-колоколу.
Несмотря на сильное влияние буддизма, сильны традиции культа духов (натов). Тавадейнта — страна, обиталище натов. Верховный нат — Тхайя Мин. Патрон жилища — Нахджири Нат Мин. Духи в основном — покровители (профессий, дома, рода, и т. д.).
Развит фольклор, народный театр (марионеток, актёра, теневой). Традиционные жанры — затпве (длинная музыкальная драма), аньпве (короткая концертная программа).
Фольклор составляют мифы, легенды, сказы, сказки, сравнимые с индийским циклом «Шукасаптати». Кроме заимствованных из Индии, были свои бирманские хроники, «Махаязавин», араканская «Летопись зерцала Хрустального дворца».

## Праздники
Главный бирманский праздник — Тинджан, то есть Новый год, 12—16 апреля.
- Табаун — буддийский праздник обновления, окончания сухого холодного сезона.
- Тазаундайнпвэдо — конец муссонного влажного сезона и уборка урожая.
- Касхоун — день рождения, просветления и паринирваны Будды.
- Вазоу — годовщина первой проповеди Будды.
- Тэдинджупвэдо — день пришествия Будды.
- Катхэйнбвэ — праздник преподношения одежды буддийским монахам.

## Календарь
- Дагу 3.4 — 1.5
- Касхоун 2.5 — 31.5
- Найоун 1.6 — 29.6
- Вазоу 30.6 — 29.7
- Вагаун 30.7 — 27.8
- Тотэлин 28.8 — 26.9
- Тадинджу 27.9 — 25.10
- Тазаунмоун 26.10 — 24.11
- Натто 6.12 — 3.1(в 1972) или 23.12 — 25.12 (1973)
- Пьедо 4.1 — 2.2
- Табоудвэ 3.2 — 3.3
- Табаун 4.3 — 2.4

Кроме местных месяцев используется и счет по европейской системе.

## Имена
Бирманцы дают детям имена, образованные из слов их языка: Ну Ну (деликатная), Зе Бе (прекрасный белый цветок), Нинзи (роза) — женские, Вин (сверкающий), Аун (успех) — мужские. Фамилий нет, но к имени прибавляется частица туо (вежливое обращение), или другие. Красивым считается двойное имя: Та Та Свей, Сейн Сейн, Маун те Мун, Бо те Мун (с частицами).

## Язык
Язык народа — бирманский (мьянманский) — тоновый, как китайский, то есть одно и то же слово может быть произнесено в среднем тоне, низком, высоком, восходящем, нисходящем, восходяще-нисходящем, и будет иметь совсем разный смысл.
Он имеет официальный статус в Мьянме. Входит в лоло-бирманскую подгруппу тибето-бирманской языковой группы сино-тибетской языковой семьи.